# كورنيليس إتش أ. كوستر
كورنيليس إتش أ. كوستر (بالهولندية: Kees Koster)‏ هو عالم حاسوب وأستاذ جامعي ومهندس هولندي، ولد في 13 يوليو 1943 في هارلم في هولندا، وتوفي في 21 مارس 2013 بسبب حادث مرور.